# Marie Henriques
 Marie Henriques (* 26. Juni 1866 in Klampenborg, Dänemark; † 12. Januar 1944 in Helsingør, Dänemark) war eine dänische Malerin. Sie war 1916 Gründungsmitglied der Gesellschaft der Künstlerinnen Kvindelige Kunstneres Samfund (KKS).

## Leben und Werk
Henriques war die Tochter des Börsenmaklers Martin Henriques (1825–1912) und Therese Abrahamsen (1833–1882). Nach privatem Malunterricht bei Frants Henningsen in Dänemark verbrachte sie sechs Monate in Paris, wo sie bei dem Belgier Alfred Stevens, dem Norweger Christian Krohg und dem französischen Künstler Othon Friesz studierte. Die überwiegende Mehrheit der jungen Künstler des 19. Jahrhunderts lernte wie andere Handwerker bei älteren, renommierten Malern.
Als Henriques nach Kopenhagen zurückkehrte, besuchte sie die Kunstakademiets Kunstskole for Kvinder, die 1888 an der Königlich Dänischen Akademie der Schönen Künste gegründet worden war. Sie studierte dort vier Jahre bei Viggo Johansen und machte 1893 ihren Abschluss.
Zur Einweihung der neuen Ausstellungsgebäudes der Charlottenborg Forårsudstilling war eine Ausstellung nordischer Kunst arrangiert worden und hier traf Henriques eine Reihe schwedischer und norwegischer Maler. Bei dieser Gelegenheit lernte Henriques den schwedischen Maler Richard Bergh und seine spätere erste Ehefrau Helena Maria Klemming kennen. 1899 verbrachte sie mehrere Wochen bei der Familie Bergh in Stockholm und berichtete in Briefen von dem Bohème-Leben der Berghs.

## Studienreisen und Ausstellungen
Bereits als Kind reiste Henriques viel und später hatte sie längere Studienaufenthalte in Paris, Italien, Spanien, Nordafrika, England, Holland, Belgien und Schweden. Von besonderer Bedeutung waren von 1910 bis 1913 drei Aufenthalte in Griechenland und eine Reise nach Ägypten 1913. Sie sorgte bereits im Vorfeld für Kontakte und wurde oft auf ihren Reisen von einer Freundin oder ihrer Schwester Anna begleitet.
Auf den Reisen erhielt sie Inspiration für ihre zahlreichen Aquarelle und Gemälde, die sie 1905, 1906 und 1908 bei der Herbstausstellung der Künstler ausstellte, ebenso wie sie 1908 an der Civita d’Antino-Ausstellung im Kunstverein teilnahm. 1920 nahm sie an der Retrospektive Ausstellung weiblicher Künstler teil und nahm mit ihren Werken an vielen Ausstellungen im Ausland teil.
Ihre frühen Arbeiten waren im Stil des Realismus, aber während ihres Aufenthalts in Paris wurden ihre Werke zunehmend impressionistisch. Als Besucherin Skagens scheint sie von der Arbeit von Anna Ancher inspiriert worden zu sein. Später schuf sie Farblithografien von Architekturen in Dänemark und Griechenland sowie Holzschnitte antiker griechischer, ägyptischer, etruskischer und römischer Kunst. Viele dieser Werke wurden von der Abteilung für Archäologie und Ethnologie der Universität Kopenhagen erworben. Dieses Arbeitsgebiet wurde ihr Spezialgebiet und auf Bitten des griechischen Kulturministeriums malte sie 1911 eine Reihe von Aquarellen für eine archäologische Ausstellung in Rom im selben Jahr. Ähnliche Werke wurden von Museen im Ausland und in Dänemark erworben. Für die Abteilung für Archäologie und Ethnologie der Universität Kopenhagen kolorierte sie 1913 mehrere Abgüsse griechischer Skulpturen nach dem erhaltenen Original.
Henriques gründete 1916 mit Helvig Kinch die dänische Organisation Kvindelige Kunstneres Samfund, deren Vorstand sie bis 1935 angehörte und dessen Präsidentin sie von 1918 bis 1920 war. In den 1930er Jahren war sie auch Mitglied des Rates und des Vorstands des Kunstvereins Kunstforeningen. Sie erhielt 1928 ein Stipendium der Akademie und 1934 wurde ihr das Tagea Brandts Rejselegat verliehen.
Die staatlich geförderte Croquis-Schule der Künstler wurde 1918 auf Initiative der Kvindelige Kunstneres Samfund mit Anne Marie Carl-Nielsen und Henriques als Initiatorinnen zusammen mit Vertretern anderer Künstlerorganisationen gegründet.
Henriques wohnte im zweiten Stock des Frederiksholms Kanal 20 in Kopenhagen. Im Herbst 1943 versteckte ihre Familie sie wegen der Operation Safari im Ferienhaus Montebello in Helsingør, wo sie 1944 starb. Sie wurde auf dem jüdischen Friedhof Mosaisk Vestre Begravelsesplads in Kopenhagen beigesetzt.

## Bilderbuchgeschenk von Hans Christian Andersen
An ihrem 3. Geburtstag, wurde Henriques 1869 ein Bilderbuch von Hans Christian Andersen geschenkt. Dieses Buch wurde 2017 über das Auktionshaus Bruun Rasmussen an einen ausländischen Käufer verkauft und stellte mit einem Verkaufspreis von 2,9 Millionen DKK den dänischen Auktionsrekord für ein Werk des Autors auf. Nachdem das Bilderbuch verkauft worden war, wurde es vom Landesdenkmalamt mit einer Spende der Augustinus-Stiftung und des Amtes für Schlösser und Kultur von dem Käufer erworben und wurde anschließend den Museen der Stadt Odense übergeben.

## Ausstellungen (Auswahl)
- 1889, 1891–1912, 1914–1936, 1938–1942: Charlottenborg Frühlingsausstellung
- 1922, 1931–1933: Charlottenborg Herbstausstellung
- 1912, 1917–1918, 1937: Gesellschaft der Grafiker
- 1895: Kvindernes Udst., Kopenhagen
- 1895: The Glasgow School Artists of Denmark, Chicago
- 1908: Jüdische Künstler, Kopenhagen
- 1908: Civita d’Antino, Kopenhagen
- 1910–1911: Dänische Ausstellung, Berlin
- 1912: Modern Da. Artists, Brighton
- 1914: baltische Ausstellung, Malmö
- 1920: Retrospektive, Kopenhagen
- 1938: Nordische Grafik Union, London
- 1942: Joh. Hansens Aquarell Auktion
- 1976: Kopenhagen
- 1905, 1918, 1924, 1928, 1929: Winkel und Magnussen, Kopenhagen
- 1934, 1937, 1943: Bachs Kunsthandlung, Kopenhagen
- 1940: Alfred Andersen, Kopenhagen

## Werke (Auswahl)

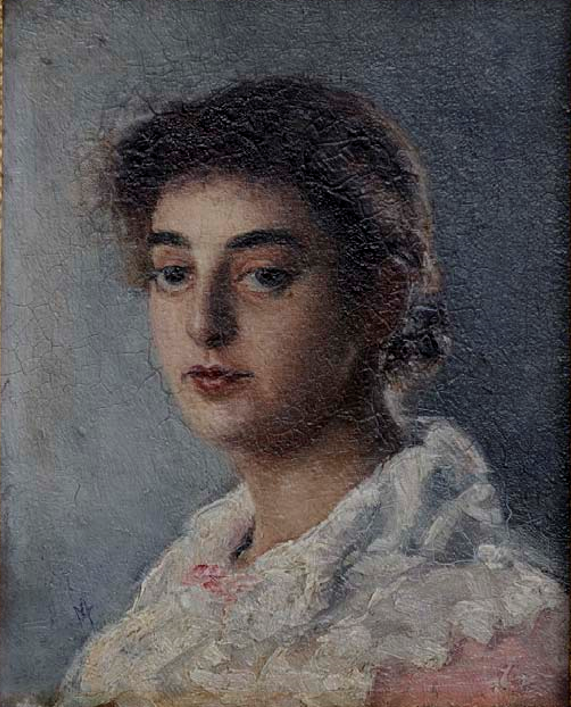
Selbstporträt
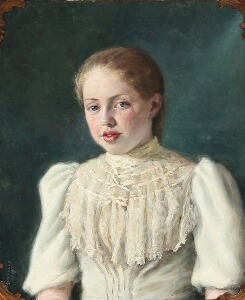
Ung pige i hvid kjole (Junges Mädchen im weißen Kleid), 1893
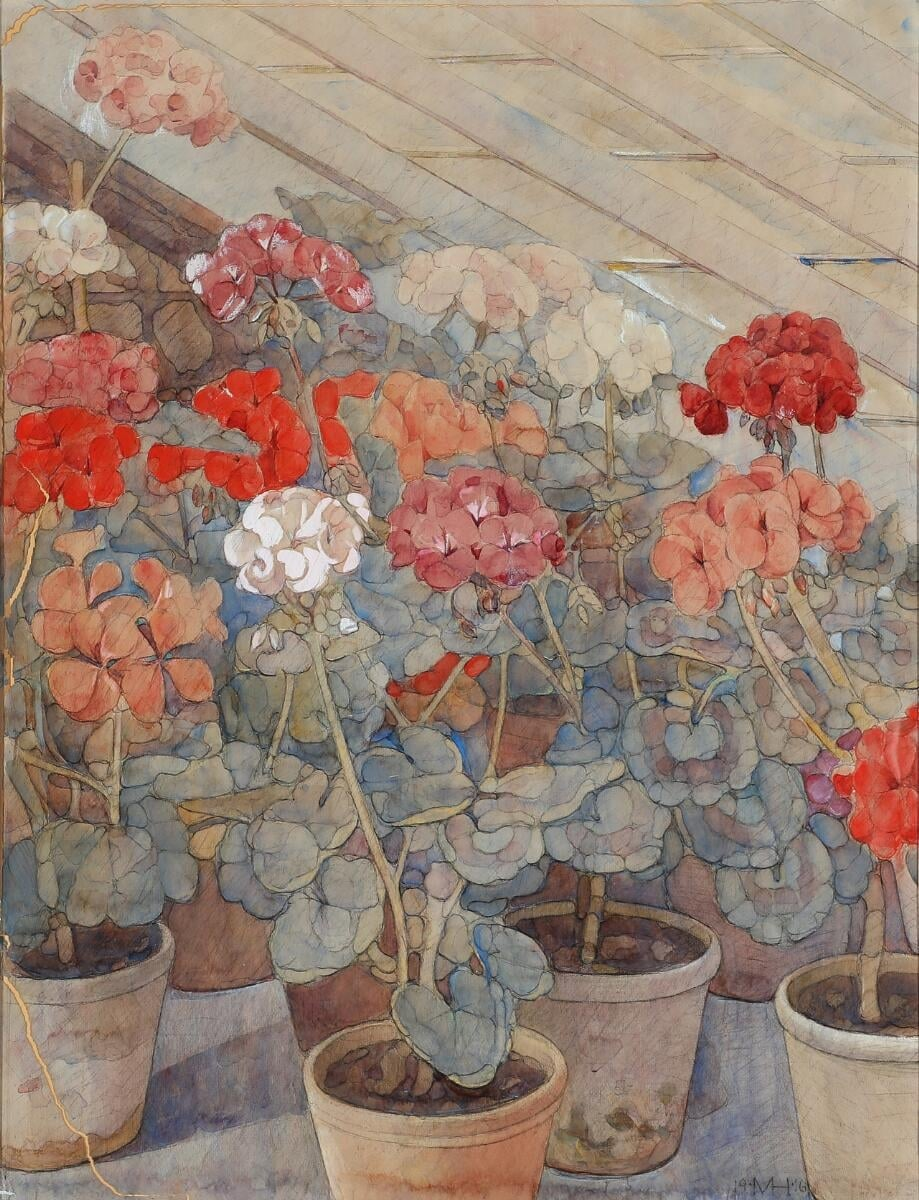
Aquarell Pelargonia im Gewächshaus, 1916
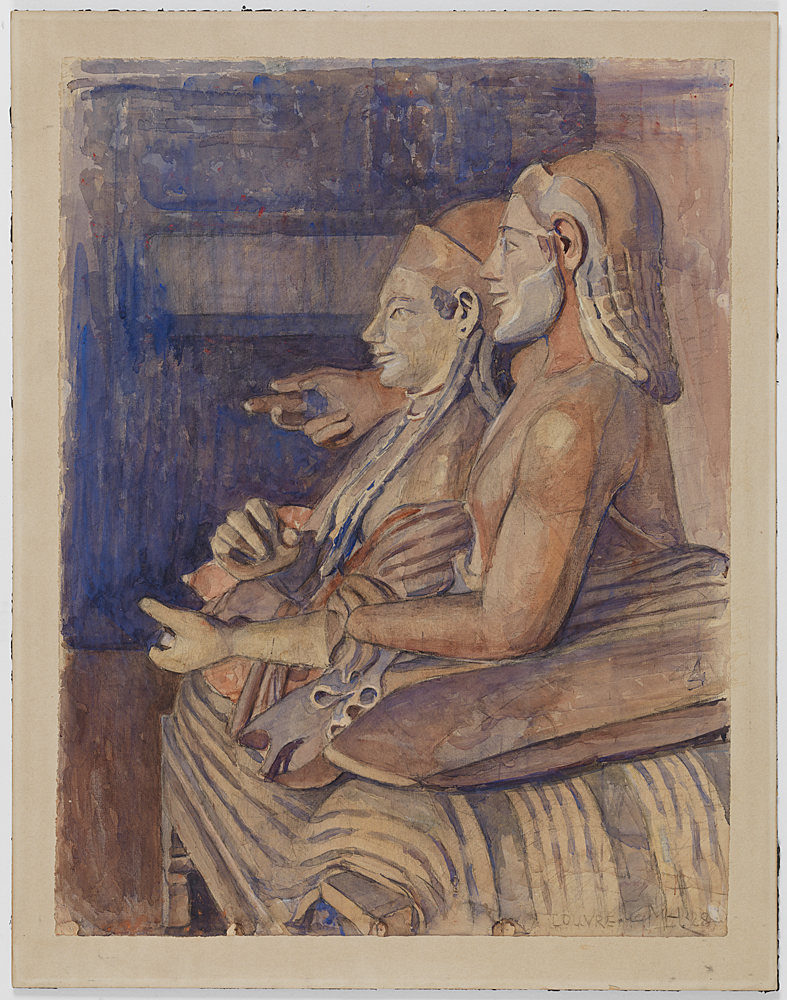
Aquarell Etruskisk sarkofag (Etruskischer Sarkophag), 1928
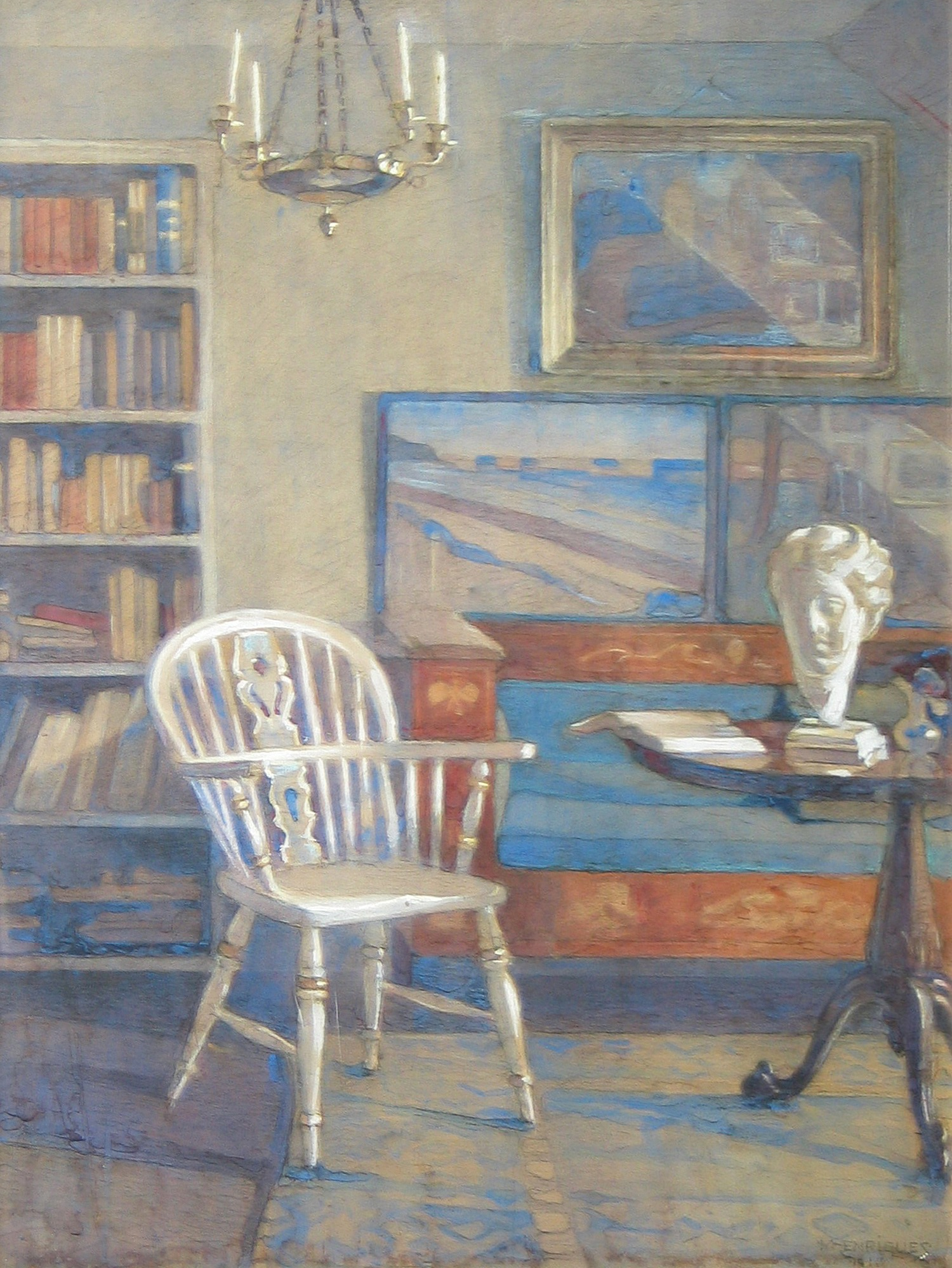
Interiør fra en stue, 1911
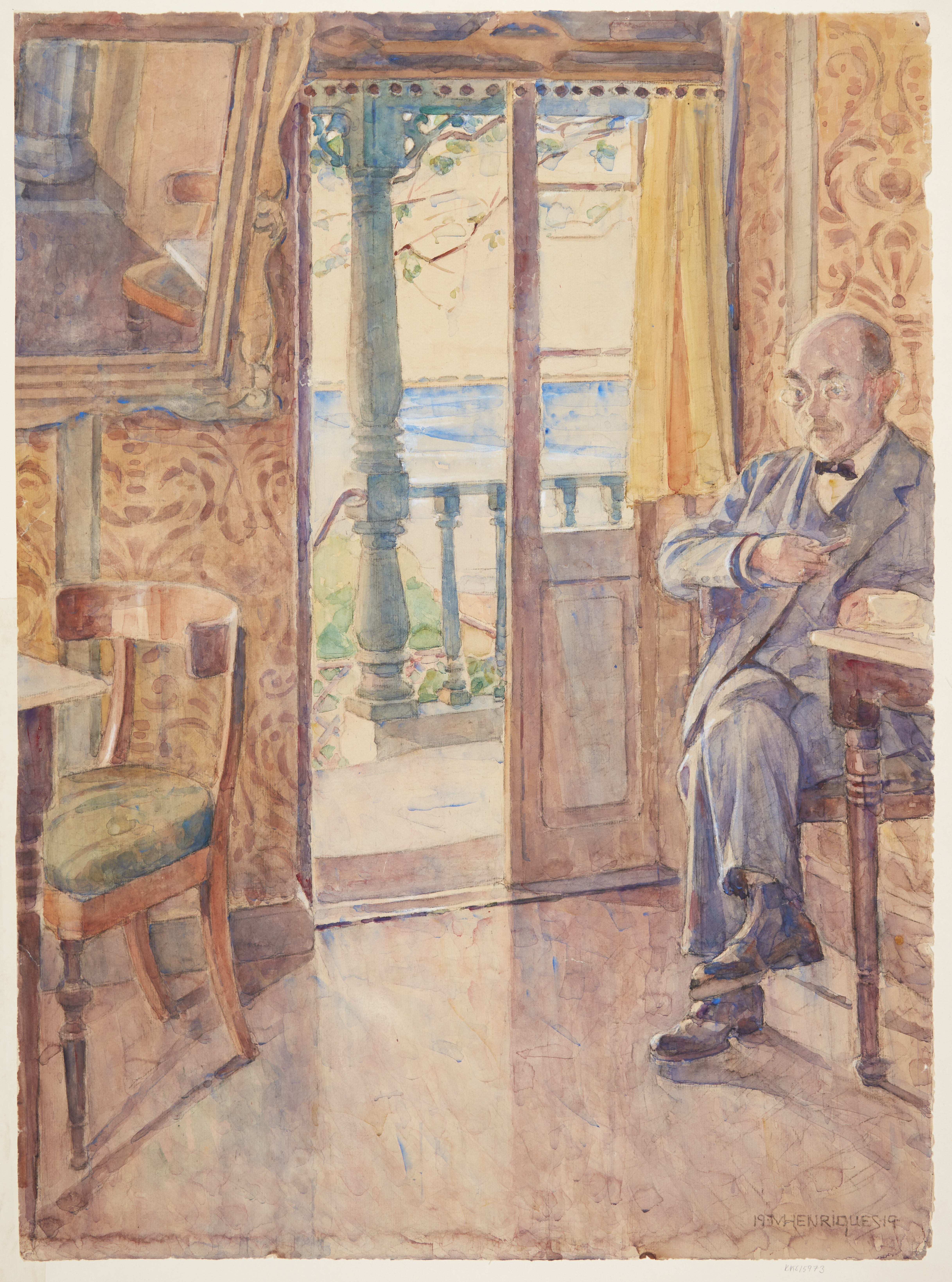
Tom Petersen, siddende i en veranda (Maler Tom Petersen, sitzend auf einer Veranda), 1919
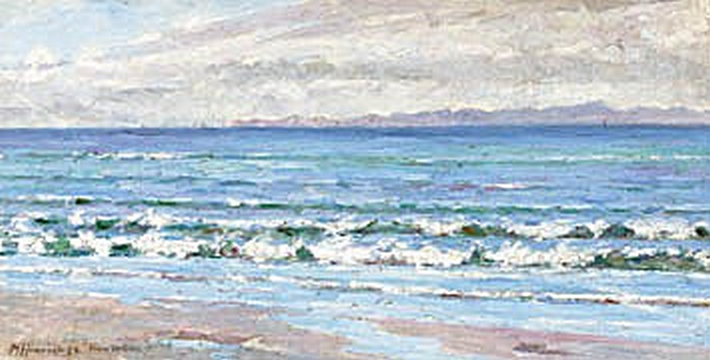
Udsigt over Kattegat med kig mod Kullen (Blick auf das Kattegat mit Blick auf den Kullen)
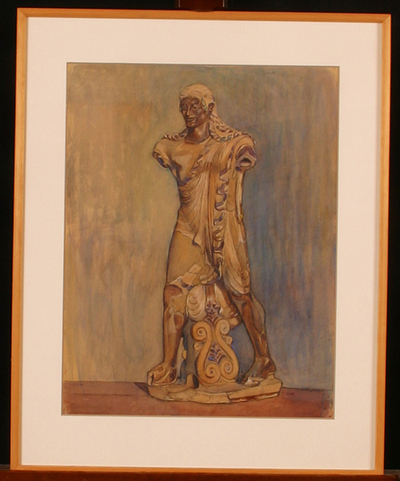
Apollo fra Veji (Apollo von Veji), 1911
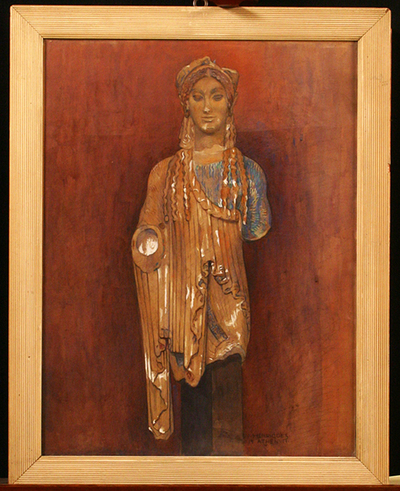
Kore Akropolis